# Philippe Magnier
Philippe Magnier fue un escultor francés (París, 1647 - París, 1715) al servicio de Charles Le Brun pintor de la corte del Rey Sol, cuando muchas obras de arte fueron requeridas para el nuevo y enorme complejo del Castillo de Versailles

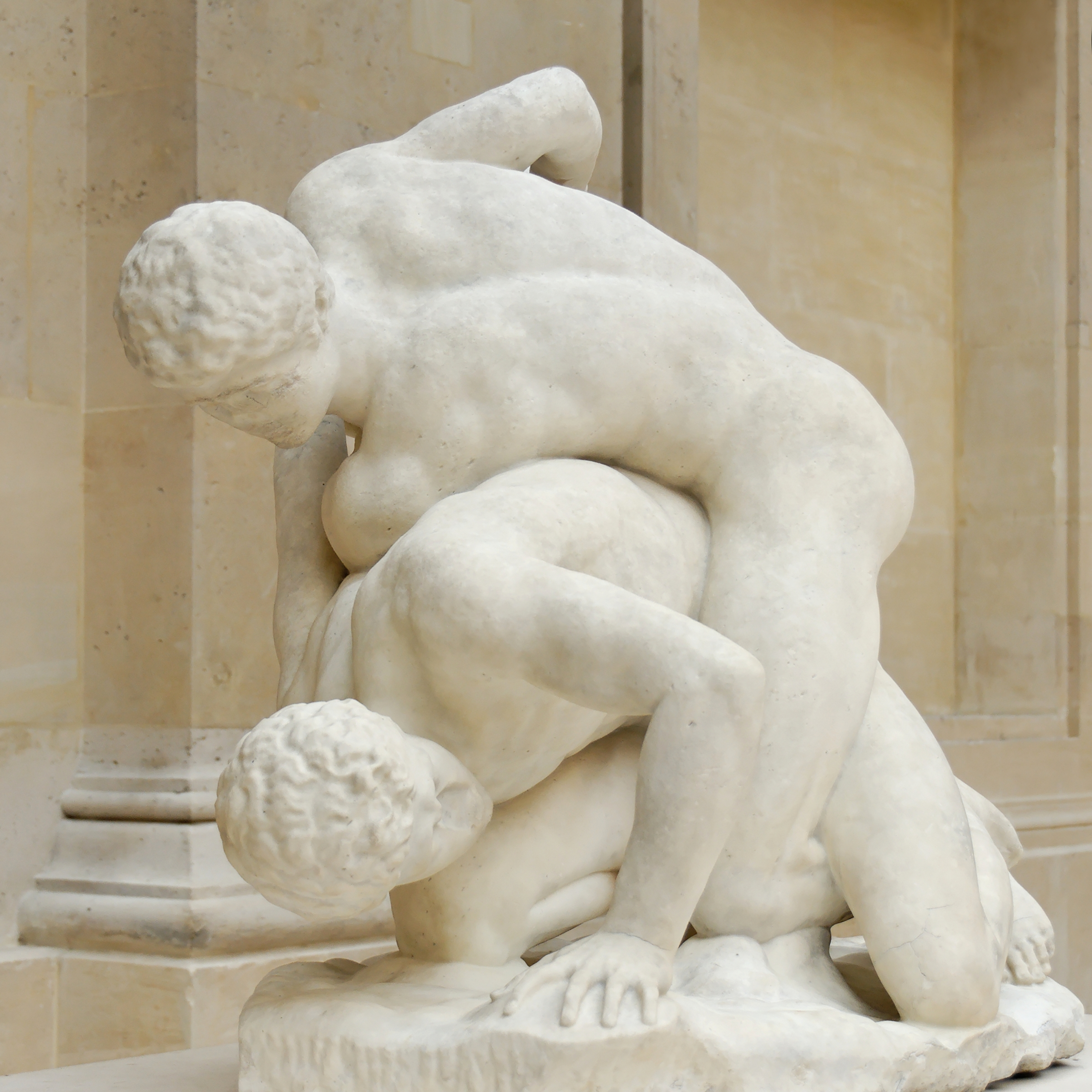
Philippe Magnier, Luchadores

## Obras
- Les Lutteurs ('los luchadores'), una copia de 1684–1685 de la clásica de Los luchadores de los Uffizi,[2] realizada para el Parque de Versalles (conservada posteriormente en el Museo del Louvre )
- L'Aurore 'Aurora' (Louvre)
- Saint Jude (Louvre)
- Nymphe (ninfa)(parque del castillo de Versalles)
- L'aurore (la aurora) (parque de Versalles)
- Circé (parque de Versalles)
- Le Printemps ('Primavera') (parque del castillo de Versalles)
- Ulysse 'Ulises' (parque del castillo de Versalles)

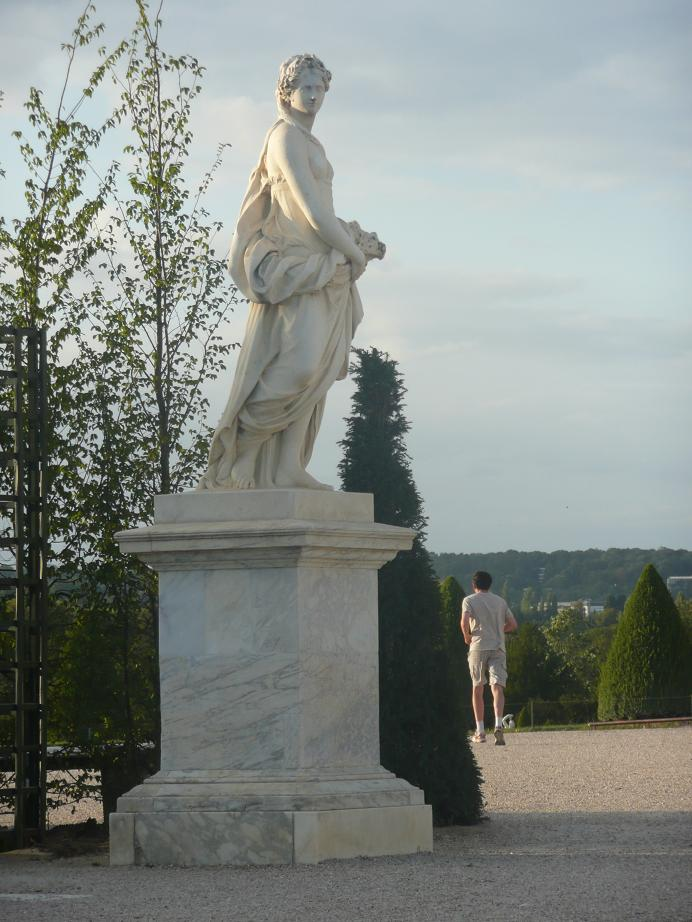
La Primavera
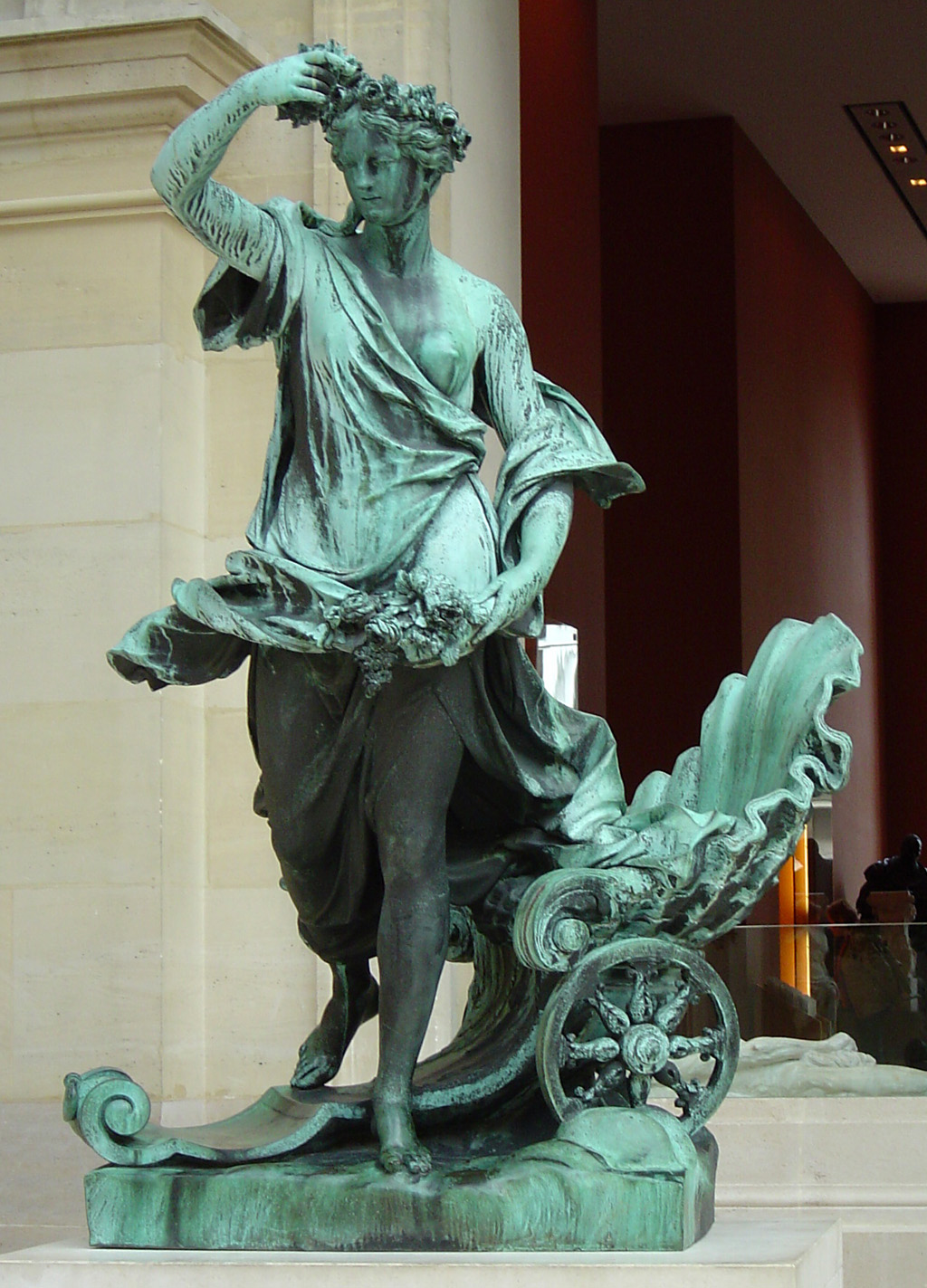
La Aurora

(pinchar sobre la imagen para agrandar) 